# Québec-Bashing
Québec-Bashing bezeichnet eine Form der Verunglimpfung Québecs und insbesondere der dortigen Frankophonen und Befürworter der Unabhängigkeit. Diese Haltung manifestiert sich vornehmlich in Anglo-Kanada, jedoch ebenfalls unter bestimmten – zumeist anglophonen – Föderalisten innerhalb der Provinz.
Die Diffamierung kann mehrere Ausprägungen haben. In der schärfsten Fassung handelt es sich um persönliche Angriffe, welche die Einwohner Québecs, zumindest teilweise, als Nazis, Taliban, Terroristen oder sonstige Extremisten verunglimpft. Generell wird sich dabei auf soziologische Annahmen und Paradigmen berufen, die die Hervorhebung kollektiver sozialer Interessen der Einwohner Québecs in die Nähe von Fanatismus, Fundamentalismus oder Sektierertum rücken wollen. Eine Besonderheit ist, dass diese Töne vor den beiden Referenden 1980 und 1995 leiser wurden und erst nach deren Abhaltung erneut aufkamen und noch anhalten.

## Definition und Fundament
Synonym ließe sich das Phänomen auch als systematische Verunglimpfung Québecs und seiner Einwohner oder auch als „Québecophobie“ bezeichnen, wobei „Québec bashing“ sowohl in franko- wie anglophoner Schreibung in Kanada verwendet wird.
In einem zuerst 1999 veröffentlichten Artikel zeigt die Soziologin Maryse Potvin vier „rassistische Entgleisungen“ auf, erfasst zwischen 1995 und 1998. Dabei verweist sie zunächst darauf, dass alle nationalen Repräsentierungen zwei Fundamente haben. Einerseits gründen sie auf „einem bestimmten Maß an Universalismus, basierend auf Rationalität und einem Gesellschaftsvertrag“, und andererseits auf „einer Prise Ethnizismus, sogar [sic] Tribalismus“, wiederum fußend auf einer gemeinsamen Geschichte und Kultur.
Nach Potvin befinden sich der Québecer und der kanadische Nationalismus in Konkurrenz, woraus Spannungen hervorgehen. Die parallele Entwicklung zweier nationaler Sichtweisen habe die politischen Beziehungen innerhalb Québecs sowie der Provinz mit dem Rest Kanadas im Stile eines „Wir und die Anderen“ geprägt.
Einst im Verhältnis ökonomischer, sozialer und politischer Dominanz stehend haben sich die Beziehungen zwischen der frankokatholischen Minderheit, welche hauptsächlich in Québec wohnt, und der angloprotestantischen Mehrheit zu einem Konkurrenzverhältnis mit einem Anwachsen der Unabhängigkeitsbewegung Québecs ab etwa 1960 entwickelt. Seither hat die politische Evolution beider Kulturräume eine „politische Konkurrenz unter den zwei universalistischen Ambitionen hervorgebracht, bei der oft die universellen Ideale in einem ideologischen und ethnisierenden Diskurs hintanstehen“.
Indem sie sich auf die Arbeiten Albert Memmis zum zeitgenössischen Rassismus stützt, arbeitet sie in ihrer Studie aus vier Vorfällen eine charakteristische Serie dieser „völkischen Entgleisungen“ heraus:
- Gebrauch „universeller“ Argumente mit dem Ziel, die Gegenseite zu delegitimieren;
- ihre rassische Anwendung im Diskurs;
- Gebrauch „klassischer“ rassistischer Mechanismen, also die Verteufelung und Essentialisierung des Gegenübers;
- Vorwurf der Verschwörung an die gesamte Bevölkerung;
- die Naturalisierung dieser (realen oder gefühlten) Unterschiede bezüglich Sprache, Kultur oder Lebensart;
- die Legitimierung und Rechtfertigung des eigenen Status quos, der eigenen Situation, Ablehnungen oder auch Aggressionen.

## Wiederkehrende Motive
Die Themen des Québec-Bashings lassen sich grob in diese Kategorien einteilen:
- In Québec herrsche eine starke Ablehnung der anglophonen Minderheit, der Autochthonen und Minderheiten vor, da durch die Charta der französischen Sprache die Provinzregierung Französisch als lingua franca verordne. Das für die Einhaltung der Charta zuständige Office québecois de la langue française wird hierbei als „Sprachpolizei“ verleumdet und für seine angebliche „Unterdrückung“ der anglo- und allophonen Minderheit abgeurteilt.[3]
- Einige Autoren behaupten gar, Québec sei in der ersten Hälfte des 20. Jahrhunderts stark antisemitisch geprägt gewesen und dass dies die aktuelle soziopolitische Lage hervorgebracht habe. Diese Anschuldigungen fußen meist auf einem Amalgam der Schriften des katholischen Priesters und nationalistischen Historikers Lionel Groulx und des Faschisten Adrien Arcand aus den 1920er und 1930er Jahren.[1] Darauf aufbauend wird die Gesellschaft Québecs, ihre Regierung und die Unabhängigkeitsbewegung als Form von ethnischem und sogar Nationalsozialismus verzerrt dargestellt.[4]
- Andere führen die angebliche Überlegenheit der Kanadier englischer Sprache gegenüber der Québecer Gesellschaft oder vorgeblich angelsächsische Konzeptionen wie Demokratie, individuelle Freiheit oder Multikulturalismus ins Feld.[1] Dabei wird Québec manchmal als wirtschaftlich rückständige Gesellschaft mit endemischer Korruption und Nepotismus als Folge exzessiven Staatsinterventionismus und aktiven Unabhängigkeitsstrebens verleumdet.[5]
- Wieder andere Anwürfe beziehen sich auf den Ruf oder die Integrität der Führungsriege der die Unabhängigkeit befürwortenden Parteien und stellen deren Ehrenhaftigkeit in Frage.[1][6] Im selben Atemzug wird die Deportation von Québecern, die für Unabhängigkeit sind, gefordert, wenn diese im Ausland geboren sind.[2]

Auch wird nicht davor zurückgeschreckt, Unabhängigkeits- und Sprachpolitik unsinnigerweise mit so verschiedenen und teils sehr ernsten Aspekten wie der Abwanderung der Montréal Expos oder gar der Suizidrate in Québec in Verbindung zu bringen; des Weiteren hat sich dies auch auf den Tourismus in der Provinz ausgewirkt.